# Strophaeus austeni
Espèce
Synonymes
- Homoeoplacis austeni F. O. Pickard-Cambridge, 1896

Strophaeus austeni est une espèce d'araignées mygalomorphes de la famille des Barychelidae.

## Distribution
Cette espèce est endémique du Brésil.

## Description
Le mâle holotype mesure 12 mm.

## Publication originale
- F. O. Pickard-Cambridge, 1896 : On the Theraphosidae of the lower Amazons: being an account of the new genera and species of this group of spiders discovered during the expedition of the steamship "Faraday" up the river Amazons. Proceedings of the Zoological Society of London, vol. 1896, p. 716-766 (texte intégral).